# Rajd International des Routes du Nord 1971
Rajd International des Routes du Nord 1971 (18. Rallye International des Routes du Nord) – 18 edycja rajdu samochodowego Rajd International des Routes du Nord rozgrywanego we Francji. Rozgrywany był od 6 do 7 lutego  1971 roku. Była to pierwsza runda Rajdowych Mistrzostw Europy w roku 1971 oraz jedna z rund Rajdowych Mistrzostw Francji.

## Klasyfikacja rajdu
| Miejsce                      | Kierowca                     | Pilot                        | Samochód                     | Czas                         | Strata                       |                              |
| Klasyfikacja generalna i ERC | Klasyfikacja generalna i ERC | Klasyfikacja generalna i ERC | Klasyfikacja generalna i ERC | Klasyfikacja generalna i ERC | Klasyfikacja generalna i ERC | Klasyfikacja generalna i ERC |
| ---------------------------- | ---------------------------- | ---------------------------- | ---------------------------- | ---------------------------- | ---------------------------- | ---------------------------- |
| 1.                           | Bernard Fiorentino           | Maurice Gélin                | Simca CG MC 2200 Coupé       | 1:31:30.1                    | 0.0                          |                              |
| 2.                           | Damien Lepoutre              | Dominique Dufossé            | Alpine-Renault A110 1600     | 1:36:10.4                    | +4:40.3                      |                              |
| 3.                           | Jean-Louis Haxhe             | Christian Delferier          | DAF 55                       | 1:37:20.6                    | +5:50.5                      |                              |
| 4.                           | Jean-Claude Zaganelli        | Jean-Claude Bellot           | Alpine-Renault A110 1600     | 1:38:29.6                    | +6:59.5                      |                              |
| 5.                           | José Barbara                 | Michel Vevra                 | Ford Capri 2600              | 1:40:58.1                    | +9:28.0                      |                              |
| 6.                           | Jean-Pierre Rouget           | Danièle Delaunay             | Alpine-Renault A110 1600     | 1:41:22.6                    | +9:52.5                      |                              |
| 7.                           | Bernard Mordacq              | Marcel Groux                 | BMW 2002 Ti                  | 1:41:30.9                    | +10:00.8                     |                              |
| 8.                           | Roger Barbara                | Alain Lemire                 | Alpine-Renault A110 1600S    | 1:42:03.1                    | +10:33.0                     |                              |
| 9.                           | Michel Dekytspotter          | Jean Delannoy                | Porsche 911 S                | 1:44:15.3                    | +12:45.2                     |                              |
| 10.                          | Michael Butler               | Bob de Jong                  | Ford Capri 3000              | 1:44:57.4                    | +13:27.3                     |                              |